# Solenopsis patagonica
Solenopsis patagonica é uma espécie de formiga do gênero Solenopsis, pertencente à subfamília Myrmicinae.